# Mesoveliidae
Mesoveliidae Douglas & Scott, 1867, è una famiglia di insetti acquaioli appartenente all'ordine dei Rincoti Eterotteri (Gerromorpha) e unico raggruppamento compreso nella superfamiglia Mesovelioidea Møller Andersen, 1982.

## Morfologia
I Mesoveliidae sono insetti di piccole dimensioni, con corpo lungo meno di 5 mm, di forma più o meno oblunga e colori dal verde al bruno, alati o atteri.
Il capo è relativamente grande, prolungato in avanti e provvisto di ocelli solo nelle forme alate; gli occhi composti sono prossimi al margine posteriore del capo. Le antenne sono composte da 4 articoli e il rostro da 3 segmenti; quest'ultimo è particolarmente lungo e oltrepassa le anche delle zampe medie.
Il torace mostra un pronoto di forma trapezoidale, con massima larghezza in prossimità del margine posteriore. Lo scutello è ben evidente nelle forme alate; quando sono presenti, le ali anteriori sono poco differenziate fra corio e membrana. La membrana è priva di venature, quelle del corio circoscrivono tre cellule. Le zampe sono relativamente lunghe rispetto al corpo e hanno tarsi di 3 segmenti con unghie apicali.
L'addome delle femmine ha un ovopositore ben sviluppato.

## Biologia e habitat
La famiglia è cosmopolita ed è associata ad ambienti acquatici d'acqua dolce, in genere sulle sponde e sulle piante acquatiche. Comprende specie predatrici di piccoli Artropodi acquatici, fra cui anche gli stadi giovanili delle zanzare, ma possono nutrirsi di animali già morti che trovano nell'acqua. Depongono le uova sulle piante acquatiche.
Se minacciati, questi insetti corrono velocemente sulla superficie dell'acqua.

## Sistematica
La famiglia comprende 11 generi con circa 40 specie.
La famiglia, già descritta dal 1867,  è stata dapprima inquadrata in gruppi sistematici nettamente differenti e facenti capo agli attuali Cimicomorpha, poi associata ai Gerromorfi. Diverse fonti citano la famiglia nell'ambito dei Gerroidea, ma una posizione più definita discerne fra Mesoveliidae e Gerroidea, inserendo la famiglia in un raggruppamento proprio, al rango di superfamiglia.
Fra i generi della famiglia Mesoveliidae rientrano i seguenti:
- Austrovelia Malipatil & Monteith, 1983
- Cavaticovelia Andersen & Polhemus, 1980
- Cryptovelia Andersen & Polhemus, 1980
- Darwinivelia Andersen & Polhemus, 1980
- Madeovelia Poisson, 1959
- Mesovelia Mulsant & Rey, 1852
- Mesoveloidea Hungerford, 1929
- Mniovelia Andersen & Polhemus, 1980
- Phrynovelia Horvath, 1915
- Speovelia Esaki, 1929